# Jennifer Paz
Jennifer Paz-Fedorov (Manila, 24 de abril de 1974) es una actriz y cantante ocasional filipina. Es mayormente conocida por su papel como Lapis Lazuli en Steven Universe.

## Vida personal
Paz se hizo novia de Anthony Fedorov el 25 de diciembre de 2012. Su hijo, Julian Paz Fedorov, nació el 1 de abril de 2013.

## Filmografía
| Películas  | Películas                  | Películas                               | Películas |
| Año        | Película                   | Papel                                   | Notas |
| ---------- | -------------------------- | --------------------------------------- | --- |
| 1993       | The Legend II              | Ting Ting (voz)                         | |
| 1994       | El Defensor                | Michelle Yeung (Versión en inglés, voz) | |
| 1996       | Santa with Muscles         | Helen Chu                               | |
| 1998       | Girl                       | Chica #1                                | |
| 1998       | Ya no puedo esperar        | Chica #2                                | |
| 2003       | The Yellow Truth           | Na-Ta-Ta Weeeeee                        | |
| Televisión |                            |                                         | |
| Año        | Título                     | Papel                                   | Notas |
| 1996       | High Tide                  | Toni Green                              | Un episodio: Mission Improbable |
| 1997       | The Angry Beavers          | Singer (voz)                            | Dos episodios: Beach Beavers A-Go-Go, Deranged Ranger |
| 1999       | Touched by an Angel        | Am-Nhac Nguyen                          | Un episodio: Made in the U.S.A. |
| 2000       | As Told by Ginger          | Tracy / Traci (voz)                     | Dos episodios: Of Lice and Friends, Sleep on It |
| 2014–2019  | Steven Universe            | Lapis Lazuli (voz)                      | 20 episodios: Mirror Gem, Ocean Gem, The Message, The Return, Jail Break, Chille Tid, Super Watermelon Island, Same Old World, Barn Mates, Hit the Diamond, Alone at Sea, Beta, Back to the Moon, Gem Harvest, The New Crystal Gems, Room for Ruby, Raising the Barn, Can’t Go Back, Reunited, Change Your Mind |
| 2019       | Steven Universe: The Movie | Lapis Lazuli (voz)                      | En Un guion De la película |
| 2019-2020  | Steven Universe Future     | Lapis Lazuli (voz)                      | Un episodio : Why So Blue? |